# St.-Antonius-Hospital Gronau
Das St. Antonius-Hospital Gronau ist ein Krankenhaus der Grund- und Regelversorgung im westfälischen Gronau. Gesellschafter der St. Antonius-Hospital Gronau GmbH sind die Kirchengemeinden St. Antonius in Gronau und St. Agatha in Epe. Das Krankenhaus besitzt 266 Planbetten und versorgt ca. 45.000 Patienten pro Jahr.

## Geschichte
Das St. Antonius-Hospital wurde am 3. Dezember 1901 mit 50 Betten eröffnet. Schon in den 1920er-Jahren wuchs der Bedarf: 1926 erhielt das Krankenhaus einen 5-stöckigen Erweiterungsbau. Zu Beginn des Zweiten Weltkriegs wurde das Haus dann als Lazarett beschlagnahmt und bis Ende des Kriegs zur Versorgung von Verwundeten genutzt.
Ab 1946 war das Hospital wieder für zivile Patienten geöffnet und wurde 1951 erneut erweitert. 1953 wandelte man das Belegkrankenhaus in eine „Fachanstalt“ mit den Hauptabteilungen Innere Medizin und Chirurgie und den Belegabteilungen Kinder, Haut, Frauen, HNO, Augen um. 1960 erstellte man ein neues Wirtschaftsgebäudes mit Heizzentrale, Wäscherei, Schlosserei und Schreinerei.
Mitte der 1960er-Jahre entschloss man sich, das über 60 Jahre alte Haus durch ein neues zu ersetzen und weiter auszubauen. Die Genehmigung erfolgte 1966, am 6. September 1967 feierte man ein Richtfest. 1968 folgte die Einrichtung der Hauptabteilung für Urologie und Kinderurologie. Ein Jahr später wurde die Kinderkrankenpflege in eine Schule für allgemeine Krankenpflege umgewandelt, um zukünftig auch Pflegekräfte ausbilden zu können. Am 28. Juni 1969 feierte man schließlich die Einweihung des neuen Krankenhauses und riss das alte Bettenhaus anschließend ab. Auf dem Gelände des ehemaligen Krankenhauses errichtete man 1975/76 ein Schwesternwohnheim.
Die 1980er-Jahre waren von zahlreichen Umbau- und Umstrukturierungsmaßnahmen geprägt. 1990 wurde das Haus zur Akutversorgung ausgebaut, 1993 wurde eine GmbH gegründet, die Träger des Krankenhauses wurde. 1995	wurde ein ambulanter Kranken- und Altenpflegedienst eingerichtet und 1996 schließlich das St. Antonius-Stift eröffnet. 2002 sanierte man das St.-Antonius-Hospital umfassend und brachte in einem Altbau das pathologische Institut unter. 2004 wurde ein Neubau errichtet, der heute Innere Medizin, Endoskopie und Physiotherapie beherbergt. Das 2002 gegründete Gesundheitszentrum mit ambulanter Versorgung wurde in den 2000er-Jahren umfassend erweitert.
2010 wurde erneut umfassend gebaut: Die Krankenhauskapelle erhielt einen Neubau, das Gesundheitszentrums erweitert.
Im Jahr 2013 wurde die Nuklearmedizin als neue Fachabteilung etabliert, 2014 der Krankenhaus-Vorplatz neugestaltet.

## Medizinische Einrichtungen und Zentren
Zu den medizinischen Einrichtungen der Klinik gehören eine Allgemein- & Viszeralchirurgie, Gynäkologie und Geburtshilfe, Innere Medizin I mit Kardiologie und Angiologie, Innere Medizin II mit Gastroenterologie, Allgemeine Innere Medizin & Lungen- und Bronchialheilkunde, die Orthopädische Chirurgie & Traumatologie, Urologie, Hals-Nasen-Ohren-Heilkunde, Anästhesie, Intensivmedizin & Schmerztherapie und die diagnostische Radiologie. Außerdem besitzt das Krankenhaus ein Bauchzentrum für akute Erkrankungen im Bauchraum, das Kontinenz- und Beckenbodenzentrum Nordwest / Kontinenzzentrum für Inkontinenzerkrankungen, das Prostata Centrum Gronau für Erkrankungen der Prostata, ein Zentrum für Alterstraumatologie, ein Zentrum Ambulantes Operieren und ein Traumazentrum.

## Prostata Centrum Gronau
Zu den bedeutendsten Einrichtungen der Klinik zählt das 2004 – seinerzeit unter dem Namen Prostatazentrum Nordwest (PZNW) gegründet – Prostata Centrum Gronau (PCE). Im PCE werden fünf da Vinci®-Roboter für Prostata-, Blasen- und Nierenoperationen eingesetzt. Zur weiteren Verbesserung der Operationsergebnisse bei der Behandlung von Nierentumoren setzen Ärzte am PCE seit 2012 in Verbindung mit dem da Vinci®-Roboter das neuartige Fluoreszenzphotodetektion ein. Das Zentrum hat 2011 rund 1.200 mit einem da Vinci®-Roboter-assistierte Operationen durchgeführt, mehr als 20.000 sind es seit dem erstmaligen Einsatz 2006. Ein Schwerpunkt des PCE liegt in der medizinischen Grundlagenforschung. Zu diesem Zweck wurde 2011 das European Robotic Institute (ERI) in Gronau gegründet, einem Forschungs- und Simulationszentrum für robotische bzw. roboterassistierte Chirurgie.